# Tiroler Wildwasserbahn
Tiroler Wildwasserbahn (Les rapides du Tyrol en français) est une attraction du type bûches du parc Europa-Park. L'attraction, construite par l'entreprise allemande Mack Rides, a ouvert en 1978.
Les passagers de cette attraction prennent place dans des troncs évidés et entament un voyage dans les eaux d'un torrent du Tyrol entre montagne et vallée. 
Le début de l'attraction se passe dans une forêt puis vient la première montagne représentée par un lift. La descente se fait en parcourant la caverne du « monde merveilleux des diamants », que traverse aussi l'Express des Alpes « Enzian ». Ensuite, le tronc grimpe une autre montagne un peu plus haute puis la dévale aussitôt pour revenir au quai.
En 2014, le massif rocheux a été entièrement rénové.
L'attraction a été réouverture au public avec Express des Alpes « Enzian »  le 23 mars 2024.

## Caractéristiques
- Capacité : 25 troncs de 6 places, 150 personnes au total
- Capacité par heure : 1 400 personnes
- Longueur du parcours : 450 mètres
- Hauteur maximale : 18 mètres
- Puissance électrique : 200 kW

## Incendie
Le 19 juin 2023, un incendie a été déclaré dans un local derrière le bâtiment abritant Alpenexpress Enzian et Les Rapides du Tyrol. Pendant que le parc faisait évacuer les 25 000 personnes présentent dans le parc, les pompiers arrivèrent pour éteindre le feu. Ces derniers éteindront le feu très rapidement, laissant les 2 attractions en cendre. Les causes de l'incendie sont pour l'instant inconnues, mais le parc commence déjà le nettoyage des débris. C'est déjà le 2e incendie en 5 ans, le premier en 2018 qui avait ravagé Piraten in Batavia.